# Чемпионат Пуэрто-Рико по фигурному катанию
Чемпионат Пуэрто-Рико по фигурному катанию (англ. Puerto Rican Figure Skating National Championships) — соревнование по фигурному катанию среди спортсменов Пуэрто-Рико проводимое с 2005 года. Соревнования проходят в мужском и женском одиночном катании, во всех возрастных группах, при этом из-за малого количества спортсменов не во всех категориях есть соревнующиеся ежегодно. Танцоров и спортивных пар в стране нет.

## История
История  фигурного катания в Пуэрто-Рико началась в 2004 году с открытием в городе Агуадилья ледовой арены. Тогда же, для развития этого вида спорта в стране, была создана Федерация фигурного катания (англ. Puerto Rican Figure Skating Federation). В октябре 2006 года она была принята в Международный союз конькобежцев, а также признана Международным Олимпийским комитетом и Олимпийским комитетом Пуэрто-Рико. 
В Пуэрто-Риканской федерация фигурного катания установлено индивидуальное членство. Спортсмен должен иметь пуэрто-рикское происхождение и прожить на острове не менее года.
В настоящее время, большая часть спортсменов представляющих Пуэрто-Рико на международной арене тренируется в США, а некоторые имеет американское происхождение (например, Мэган Уильямс-Стюарт, которая представляя США, в 2006 году выигрывала Мемориал Ондрея Непелы). Все проведённые по состоянию на 2010 год чемпионаты прошли тоже в США. Проводятся турниры в феврале, марте или апреле, поэтому нумерация сдвинута на год вперёд относительно принятой в большинстве стран.

## Призёры

### Мужчины
| Медалисты в мужском одиночном катании | Медалисты в мужском одиночном катании | Медалисты в мужском одиночном катании    | Медалисты в мужском одиночном катании          | Медалисты в мужском одиночном катании          |
| ------------------------------------- | ------------------------------------- | ---------------------------------------- | ---------------------------------------------- | ---------------------------------------------- |
| Год                                   | Место проведения                      | Золото                                   | Серебро                                        | Бронза                                         |
| 2005                                  | Тайлор, Мичиган, США                  | Не было спортсменов в категории «Senior» | Не было спортсменов в категории «Senior»       | Не было спортсменов в категории «Senior»       |
| 2006                                  | Mt Laurel, Нью-Джерси, США            | Не было спортсменов в категории «Senior» | Не было спортсменов в категории «Senior»       | Не было спортсменов в категории «Senior»       |
| 2007                                  | Mt Laurel, Нью-Джерси, США            | Не было спортсменов в категории «Senior» | Не было спортсменов в категории «Senior»       | Не было спортсменов в категории «Senior»       |
| 2008                                  | Mt Laurel, Нью-Джерси, США            | Не было спортсменов в категории «Senior» | Не было спортсменов в категории «Senior»       | Не было спортсменов в категории «Senior»       |
| 2009                                  | Ньюарк, Делавэр, США                  | Не было спортсменов в категории «Senior» | Не было спортсменов в категории «Senior»       | Не было спортсменов в категории «Senior»       |
| 2010                                  | Дирборн, Мичиган, США                 | Андреу Уэртас                            | Не было других участников в категории «Senior» | Не было других участников в категории «Senior» |
| 2011— 2015                            | Чемпионат не проводился               | Чемпионат не проводился                  | Чемпионат не проводился                        | Чемпионат не проводился                        |

### Женщины
| Медалисты в женском одиночном катании | Медалисты в женском одиночном катании | Медалисты в женском одиночном катании    | Медалисты в женском одиночном катании        | Медалисты в женском одиночном катании        |
| ------------------------------------- | ------------------------------------- | ---------------------------------------- | -------------------------------------------- | -------------------------------------------- |
| Год                                   | Место проведения                      | Золото                                   | Серебро                                      | Бронза                                       |
| 2005                                  | Тайлор, Мичиган, США                  | Не было спортсменок в категории «Senior» | Не было спортсменок в категории «Senior»     | Не было спортсменок в категории «Senior»     |
| 2006                                  | Mt Laurel, Нью-Джерси, США            | Виктория Мунис                           | Не было других участниц в категории «Senior» | Не было других участниц в категории «Senior» |
| 2007                                  | Mt Laurel, Нью-Джерси, США            | Виктория Мунис                           | Не было других участниц в категории «Senior» | Не было других участниц в категории «Senior» |
| 2008                                  | Mt Laurel, Нью-Джерси, США            | Не было спортсменок в категории «Senior» | Не было спортсменок в категории «Senior»     | Не было спортсменок в категории «Senior»     |
| 2009                                  | Ньюарк, Делавэр, США                  | Виктория Мунис                           | Мэган Уильямс-Стюарт                         | Диана Рейна                                  |
| 2010                                  | Дирборн, Мичиган, США                 | Виктория Мунис                           | Не было других участниц в категории «Senior» | Не было других участниц в категории «Senior» |
| 2011— 2015                            | Чемпионат не проводился               | Чемпионат не проводился                  | Чемпионат не проводился                      | Чемпионат не проводился                      |